# إيفان بورجمان
إيفان بورجمان (الروسية: Боргман, Иван Иванович) (و. 1849 – 1914 م) هو فيزيائي من الإمبراطورية الروسية . ولد في سانت بطرسبرغ.
توفي في سانت بطرسبرغ ، عن عمر يناهز 65 عاماً.

## التعليم
تعلم في جامعة سانت بطرسبورغ الحكومية